# Davie Cooper
David Cooper (Hamilton, 1956. február 25. – Glasgow, 1995. március 23.) skót válogatott labdarúgó. 

## Pályafutása

### Klubcsapatban
1974 és 1977 között a Clydebank együttesében játszott. 1977-től 1989-ig a Rangres játékosa volt, melynek tagjaként három bajnokságot, három kupát és hét ligakupát nyert. 1989 és 1993 között a Motherwell csapatát erősítette, mellyel 1991-ben megnyerte a skót labdarúgókupát. 1993 és 1995 között a Clydebankban szerepelt.    

### A válogatottban
1979 és 1990 között 22 alkalommal szerepelt a skót válogatottban és 6 gólt szerzett. Részt vett az 1986-os világbajnokságon, ahol az NSZK és Uruguayi elleni csoportmérkőzésen pedig csereként kapott lehetőséget. Dánia ellen nem lépett pályára.

### Halála
1995. március 22-én reggel hirtelen összeesett a cumbernauldi Broadwood Stadion melletti edzőpályán. Az újraélesztést követően kórházba szállították, ahol azonban tovább romlott az állapota és másnap reggel a hajnali órákban, 39 éves korában elhunyt.

## Sikerei, díjai
Rangers FC
- Skót bajnok (3): 1977–78, 1986–87, 1988–89
- Skót kupagyőztes (3):1977–78, 1978–79, 1980–81
- Skót ligakupagyőztes (7): 1977–78, 1978–79, 1981–82, 1983–84, 1984–85, 1986–87, 1987–88

Motherwell
- Skót kupagyőztes (1): 1990–91